# Stanisław Matuszewski (nauczyciel)
Stanisław Matuszewski (ur. 1876 w Kołaczycach, zm. 1940) – nauczyciel, burmistrz Buczacza, ofiara zbrodni sowieckich.
Syn Ignacego. W latach 1917–1933 był dyrektorem Państwowego Gimnazjum im. Juliusza Słowackiego w Czortkowie, a następnie Państwowego Gimnazjum w Buczaczu. W latach 1926–1939 r. był burmistrzem miasta. Przeprowadził szereg inwestycji miejskich, budując nowy ratusz (1932) i nowy most na Serecie (1938). Zorganizował też park miejscu i ufundował Dom Seniorów. 21 września 1939 r. został aresztowany przez NKWD i do kwietnia 1940 r. więziony w Czortkowie. Zamordowany w nieznanych okolicznościach.